# Contea di Carrathool
La contea di Carrathool è una Local Government Area che si trova nel Nuovo Galles del Sud. Essa si estende su una superficie di 18.932,6 chilometri quadrati e ha una popolazione di 2.954 abitanti. La sede del consiglio si trova a Goolgowi.